# المرميدة (ملحان)

تعديل مصدري - تعديل

المرميدة هي إحدى قرى عزلة هباط بمديرية ملحان التابعة لمحافظة المحويت، بلغ تعداد سكانها 785 نسمة حسب تعداد اليمن لعام 2004.